# Kajtár József
Kajtár József (Izsa, 1930. április 23. – Izsa, 2008. szeptember) a Duna Menti Múzeum igazgatója.

## Élete
Előbb Magyarországon tanult, majd 1950-ben sok társával együtt hazatért.
1961-ben a pozsonyi Pedagógiai Főiskolán szerzett történelem-földrajz szakos oklevelet. 1968-tól 1990-ig a Duna Menti Múzeum igazgatója volt.

## Elismerései
- 2000 Komárom város polgármesterének díja[4]

## Művei
- 1970 Franz Lehár 1870-1970 (tsz. Ginzery Árpád, Dobi Géza)
- 1974 Komárno és vidéke műemlékei. Komárno.
- 1974 Kultúrno-historické pamiatky v okrese Komárno. Komárno.
- 1979 90 rokov komárňanského múzea. Spravodaj Oblastného podunajského múzea I, 7-25. (tsz. Tok Béla)
- 1981 Historický vývoj a osídlenie okolia Štátnej prírodnej rezervácie. Čičovské mŕtve rameno. Spravodaj Oblastného podunajského múzea 3, 9-13.
- 1982 A török hódoltság korában. In: A komárnói járás, 24-31.